# Highly Strung
| 전문가 평가 | 전문가 평가 |
| 평가 점수   | 평가 점수   |
| 출처        | 점수        |
| ----------- | ----------- |
| Allmusic    | [ 1 ]       |

《Highly Strung》은 영국의 기타리스트이자 작곡가인 스티브 해킷의 여섯 번째 스튜디오 음반이다. 〈Cell 151〉은 이 음반의 마이너 히트곡으로 영국에서 차트에 올랐다. 해킷의 밴드에는 1984년 마릴리온에 합류한 드러머 이언 모슬리가 추가되었다. 이것이 카리스마 레코드를 위한 해킷의 마지막 스튜디오 발매였다.
2007년, 《High Strung》은 버진 레코드에서 리마스터드되어 재발매되었다. 새로운 에디션에는 업데이트된 라이너 노트와 3개의 보너스 트랙이 포함되어 있다.
앞 커버 그림은 해킷의 많은 음반에서와 마찬가지로 당시 부인이었던 킴 푸어가 그린 것이다.

## 배경
해킷이 《High Strung》에 대한 작업을 시작했을 때, 그가 솔로 활동을 시작할 때부터 계약을 맺은 카리스마 레코드의 경영진과의 관계는 쇠퇴하기 시작했다. 레이블은 해킷의 창의적인 결정을 방해하기 시작했고, 기타리스트는 그 당시 회사가 "혼란"에 빠져 있다는 것을 알아차렸다. 청중의 요구에 부응하고 라이브 음반을 발매하려는 그의 바람은 레이블의 바람과 어긋났다.
해킷은 음반을 돌아보며 《Highly Strung》을 단편 음반으로 평가했는데, "곡형과 송풍형의 두 반으로 나뉘었을 가능성이 있다"고 평가했고, 〈Camino Royale〉은 더 추진력이 있는 모범적인 노래라고 평가했다.

## 곡 목록
모든 곡들은 특별한 언급이 없는 한 스티브 해킷에 의해 작사/작곡하였다.
| #  | 제목                      | 작사·작곡         | 재생 시간 |
| -- | ------------------------- | ----------------- | --------- |
| 1. | 〈Camino Royale〉         | 해킷, 닉 매그너스 | 5:28      |
| 2. | 〈Cell 151〉              |                   | 6:25      |
| 3. | 〈Always Somewhere Else〉 |                   | 4:02      |
| 4. | 〈Walking Through Walls〉 |                   | 3:48      |
| 5. | 〈Give It Away〉          |                   | 4:08      |
| 6. | 〈Weightless〉            |                   | 3:31      |
| 7. | 〈Group Therapy〉         |                   | 5:47      |
| 8. | 〈India Rubber Man〉      |                   | 2:31      |
| 9. | 〈Hackett to Pieces〉     | 해킷, 매그너스    | 2:40      |